# Paleotetis

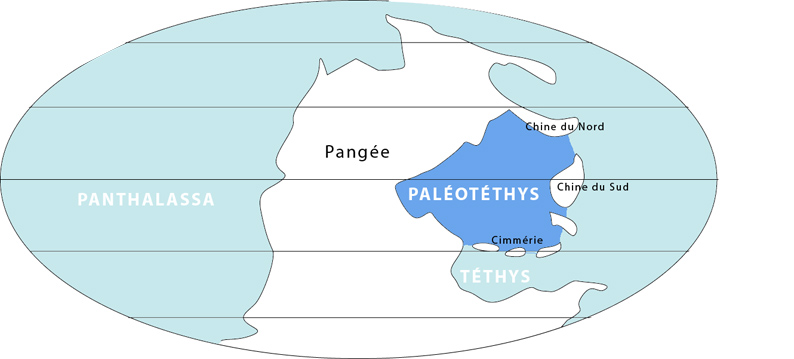
Paleotetis al Permià (en blau fosc).

El Paleotetis és un antic oceà del Paleozoic situat entre el supercontinents de Gondwana i Euramèrica. Es va començar a formar a la fi del Ordovicià, fa uns 450 milions d'anys, reemplaçant a l'antic oceà Prototetis. Va desaparèixer a la fi del Triàsic, fa uns 200 milions d'anys, i fou reemplaçat per l'oceà de Tetis.

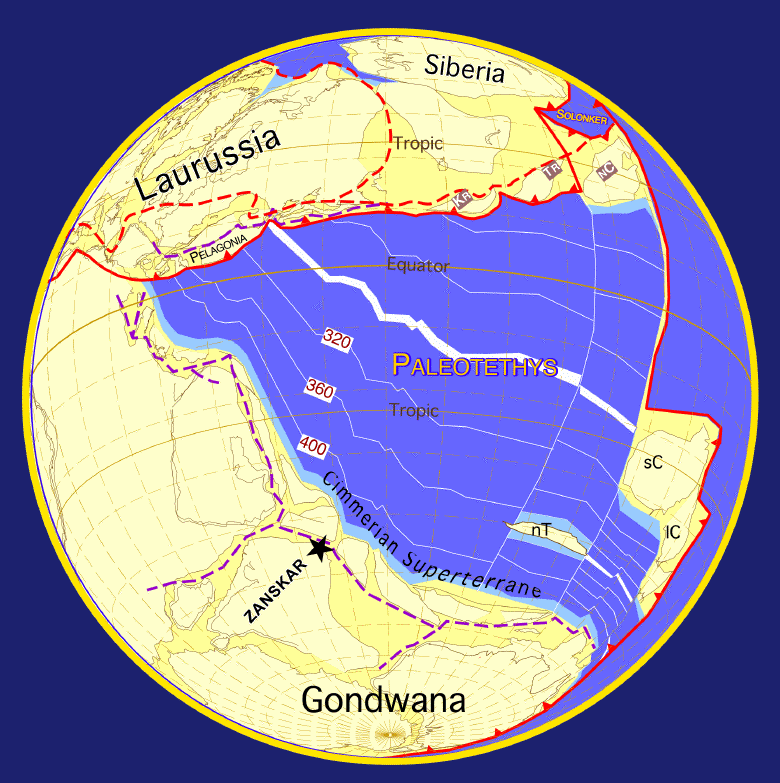
Imatge de l'Oceà Paleotetis, abans que l'Altiplà Cimeri es va moure al nord, que va tancar l'oceà fa 180 mya. ~290 mya (Antic Permià).

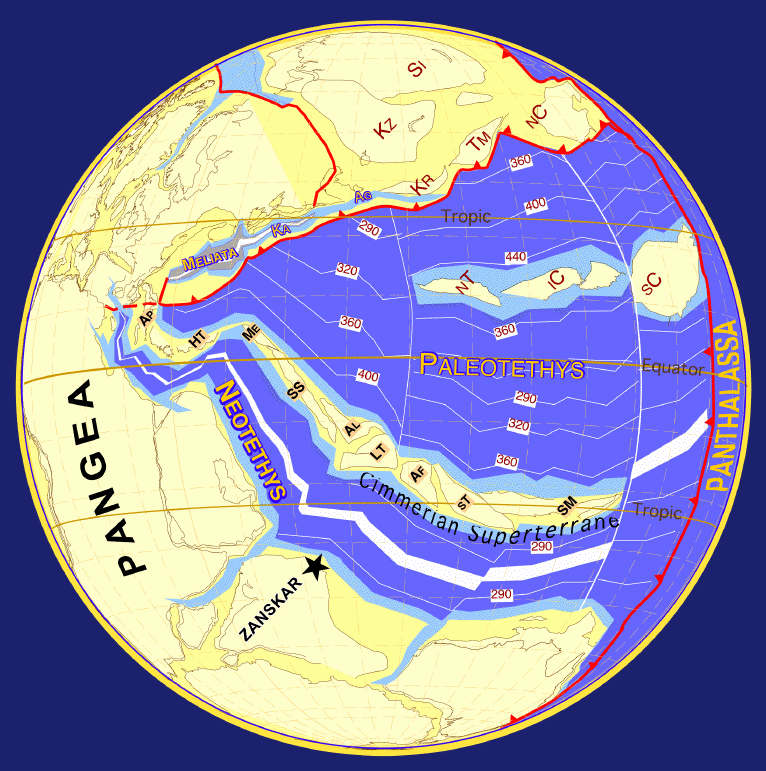
L'Altiplà Cimeri es va moure cap al nord, tancant l'oceà Paleotetis mentre es comença a obrir l'oceà de Tetis al sud. ~249 mya (Frontera Permià-Triàsic).

L'oceà Paleotetis es va començar a formar a finalitats de l'Ordovicià quan una dislocació separa de Gondwana dos petits fragments, les denominades Terres Húnicas. Aquestes es divideixen en la Húnica Europea, avui l'escorça terrestre sota part d'Europa central (anomenada Armòrica) i de la península ibèrica, i la Húnica Asiàtica, avui l'escorça de la Xina i parts de l'est de l'Àsia central. Aquests fragments comencen a avançar cap al nord, en direcció a Euramèrica. Durant aquest procés, el oceà Reic comença a desaparèixer entre Euramèrica i les Terres Húniques. En el Devonià, la part oriental de l'oceà Paleotetis s'obre, quan els microcontinents de la Xina del Nord i Xina del Sud es desplacen cap al nord. Això va provocar el decreixement del oceà Prototetis, un precursor de Paleotetis, fins al Carbonífer tardà, quan Xina del Nord va col·lidir amb Sibèria.
No obstant això, a finalitats del Devonià, una zona de subducció formada al sud de les Terres Húniques, va començar a subduir l'escorça oceànica del Paleotetis. Gondwana es desplaça cap al nord, un procés mitjançant el qual la part occidental de l'oceà Paleotetis es tancaria. En el Carbonífer es va produir la col·lisió continental entre Euramérica i les Terres Húnicas. A Amèrica del Nord a això se li denomina Orogènia apalache, mentre que a Europa és la Orogènia hercínica. L'oceà Reic desapareix per complet i en l'oest es tanca el Paleotetis.
A finalitats del Permià, la petita i allargada placa de Cimmeria (avui l'escorça de Turquia, Iran, Tibet i parts del sud-est d'Àsia) es va separar de Gondwana (que en aquest moment forma part de Pangea). Al sud del continent Cimeria es comença a formar un nou oceà, el Tetis. A la fi del Triàsic, tot el que queda de l'oceà Paleo-Tetis va ser un estret canal marítim. En el Juràssic inferior, com a part de l'Orogènia Alpina, l'escorça oceànica del Paleotetis és subduïda sota la placa Cimmeria, tancant l'oceà de l'oest a est. En l'actualitat podria quedar un últim vestigi de l'oceà Paleotetis sota el mar Negre.